# رود رباط (درميان)
رود رباط (بالفارسية: رودرباط) هي مستوطنة تقع في إيران في قسم درمیان الريفي. يقدر عدد سكانها بـ 53 نسمة بحسب إحصاء 2016.